# Fuse ODG
Nana Richard Abiona (geboren in Londen, 2 december 1988), bekend onder de artiestennaam Fuse ODG, is een Britse zanger van Ghanese afkomst.
Op 19 oktober 2013 ontving Fuse ODG de prijs voor 'Best African Act' bij de MOBO Awards. Zijn nummer "Island" wordt door BBC MOTD2 gebruikt bij ‘last weekend games’.

## Discografie

### Singles
| Jaar | Titel                            | Hoogste positie | Hoogste positie | Hoogste positie | Hoogste positie | Hoogste positie |
| Jaar | Titel                            | UK              | IRE             | SCO             | Top 40 NL       | Tipparade NL    |
| ---- | -------------------------------- | --------------- | --------------- | --------------- | --------------- | --------------- |
| 2013 | "Antenna"                        | 7               | 85              | 9               | –               | –               |
| 2013 | "Azonto" (featuring Itz Tiffany) | 30              | –               | 38              | –               | 24              |

## Prijzen en nominaties
| Jaar | Evenement                    | Prijs                     | Genomineerd werk                          | Resultaat   |
| ---- | ---------------------------- | ------------------------- | ----------------------------------------- | ----------- |
| 2013 | Channel O Music Video Awards | Most Gifted Dance Video   | "Antenna (Remix)" (featuring Wyclef Jean) | Genomineerd |
| 2013 | MOBO Awards                  | Best African Act          |                                           | Gewonnen    |
| 2013 | Ghana Music Awards           | Afro Pop Song of the Year | "Antenna"                                 | Gewonnen    |

- International Standard Name Identifier: 0000 0004 6276 5922
- Library of Congress Control Number: n2018054020
- MusicBrainz: abe41c91-3587-474c-8953-d6034d395a0a
- Virtual International Authority File: 1153773526361432983
- WorldCat: E39PBJpV9TVTMjPgGtVvdBdvpP